# موت خلوي حمي مبرمج
يصف الموت الخلوي الحُمِّي المبرمج أحد الأشكال الالتهابية الشديدة للموت الخلوي المبرمج الانحلالي الذي يحدث عادةً عند الإصابة بعوامل ممرضة داخل خلوية، وقد يشكل جزءًا من الاستجابة المضادة للميكروبات. تعزز هذه العملية الإزالة السريعة لمختلف العداوى البكتيرية والفيروسية والفطرية والأولية عن طريق القضاء على البيئة الملائمة للتكاثر داخل الخلوي ودعم الاستجابات الدفاعية للمضيف. قد يحدث هذا الشكل من الموت الخلوي المبرمج في الخلايا المناعية، ويذكر أنه يحدث أيضًا في الخلايا الكيراتينية وبعض الخلايا الظهارية.
تبدأ العملية بتكوين مركب فوق جزيئي كبير يدعى بالجسيم الالتهابي (المعروف أيضًا باسم البيروبتوزوم) بعد انطلاق إشارات خطر تحذيرية داخل خلوية. ينشط الجسيم الالتهابي مجموعة مختلفة من إنزيمات الكاسباز مقارنةً بالاستماتة، على سبيل المثال، إنزيمات الكاسباز 1 و4 و5 لدى البشر والكاسباز 11 لدى الفئران. تساهم هذه الإنزيمات في نضوج وتنشيط العديد من السيتوكينات المنشطة للالتهابات وبروتينات الغاسدرمين المكونة للقنوات. يؤدي تشكيل القنوات إلى تمزق غشاء الخلية وإطلاق السيتوكينات والعديد من النماذج الجزيئية المرافقة للأذية كبروتين المجموعة عالية التنقل-1 والأدينوسين ثلاثي الفوسفات والحمض النووي الريبوزي منقوص الأكسجين. تجند هذه الجزيئات عدد أكبر من الخلايا المناعية وتعمل على استمرارية الشلال الالتهابي في الأنسجة.
مع ذلك، لا تقضي الاستجابة الالتهابية في الأمراض الإنتانية المزمنة على المحفز الأولي، وهذا يسبب التهاب مزمن يؤدي في النهاية إلى تلف الأنسجة. يرتبط الموت الخلوي الحمي المبرمج ببعض الأمراض، وهذا يتضمن: السرطان وأمراض التنكس العصبي والجهاز القلبي الوعائي. تعتبر الخلايا البلعمية الكبيرة المصابة بالسالمونيلا والخلايا التائية المجهضة المصابة بفيروس العوز المناعي البشري أمثلة على الموت الخلوي الحمي المبرمج.

## الأهمية السريرية
يعمل الموت الخلوي الحمي المبرمج كآلية دفاعية ضد الإنتان عبر إحداثه التهاب مرضي. يحدد تشكيل الجسيمات الالتهابية ونشاط كاسباز 1 التوازن بين زوال العوامل الممرضة والمرض.
في الخلية السليمة، يساعد تنشيط كاسباز 1 في مكافحة العدوى التي تسببها السالمونيلا والشيغيلا عبر تفعيله للموت الخلوي بهدف الحد من نمو العوامل الممرضة. عند استشعار إشارة الخطر، تتفعل الخلايا الخاملة لتبدأ عملية الموت الخلوي الحمي وتؤدي لإنتاج الإنترلوكين 1 بيتا والإنترلوكين 18. سيحفز الإنترلوكين 18 إنتاج الإنترفيرون غاما ويبدأ في تطوير استجابة الخلايا التائية المساعدة- 1. (تميل استجابة الخلايا التائية المساعدة- 1 إلى إطلاق السيتوكينات التي توعز بالإزالة الفورية للعوامل الممرضة). يزيد التنشيط الخلوي مستويات السيتوكين، ما يفاقم تبعات الالتهاب، وهذا بدوره يساهم في تطوير الاستجابة التكيفية مع تقدم العدوى. تؤدي التسوية النهائية إلى زوال مسببات الأمراض.
في المقابل، يسبب الالتهاب المستمر إنتاج عدد مفرط من الخلايا المناعية، وهو أمر ضار؛ إذ يؤدي الالتهاب المزمن إلى اضطرابات أيضية وأمراض التهابية ذاتية وأذيات كبدية.

### السرطان
يملك الموت الخلوي الحمي، باعتباره موت خلوي مبرمج مرتبط بالالتهاب، تأثيرات واسعة في أنواع مختلفة من السرطان. من حيث المبدأ، قد يساهم الموت الخلوي الحمي في قتل الخلايا السرطانية ويثبط نمو الورم في ظل وجود النماذج الجزيئية المرافقة للأذية داخلية المنشأ. وفي بعض الحالات، يمكن استخدام الغاسدرمين د كعلامة تنبؤية في السرطان. ومع ذلك، قد يسهل الإنتاج المطول للجسيمات الالتهابية تكوين البيئات الدقيقة التي تساعد على نمو الورم. قد يكون فهم آليات الموت الخلوي الحمي، ومعرفة الجزيئات المرتبطة به مفيدًا في علاج السرطانات المختلفة.
في خلايا سرطان المعدة، قد يثبط وجود الغاسدرمين د معقدات السيكلين إيه 2/ الكيناز المعتمد على السيكلين 2، ما يؤدي إلى توقف دورة الخلية ويمنع تطور الورم. أيضًا، يزداد التركيز الخلوي للغاسدرمين هـ عند علاج سرطان المعدة بأدوية كيميائية معينة، وهذا بدوره ينشط الكاسباز 3 ويطلق الموت الخلوي الحموي.
قد يحدث سرطان عنق الرحم بسبب فيروس الورم الحليمي البشري. يمكن لبروتين إيم 2 التعرف على الحمض النووي الفيروسي في السيتوبلازم وتشكيل الجسيم الالتهابي إيم 2، الذي يطلقه الموت الخلوي الحمي المعياري المعتمد على كاسباز 1. يسبب فيروس الورم الحليمي البشري زيادة بروتين السيرتوين 1، ما يعطل عامل نسخ إيم 2، المعروف باسم ريلب. يزيد تثبيط السيرتوين 1 التعبير عن الإيم 2 ويؤدي إلى تفعيل الموت الخلوي الحمي.

### الاضطرابات الأيضية
يرتبط مستوى التعبير عن الجسيم الالتهابي الكرايوبايرين والكاسباز 1 ارتباطًا مباشرًا بشدة العديد من المتلازمات الأيضية، كالسمنة والسكري النوع الثاني. يحدث ذلك بسبب تأثر مستويات الإنتاج اللاحقة للإنترلوكين 1 بيتا والإنترلوكين 18، وهما سيتوكينات تضعف إفراز الأنسولين، بنشاط الكاسباز 1. ينخفض إثر ذلك مستوى امتصاص الجلوكوز، ما يعرف باسم مقاومة الأنسولين. تتفاقم الحالة على نحو أسرع نتيجة التدمير الإنترلوكين 1 بيتا لخلايا البنكرياس.

### اعتلالات الكرايوبايرين
تؤدي طفرة في الترميز الجيني للجسيمات الالتهابية إلى مجموعة من الأمراض الالتهابية الذاتية تسمى اعتلالات الكرايوبايرين. تتضمن هذه المجموعة: متلازمة ماكل- ويلز ومتلازمة الالتهاب الذاتي البردية والمتلازمة الجلدية والمفصلية العصبية الطفولية المزمنة. تظهر جميع هذه المتلازمات على شكل حمى مفاجئة والتهاب موضعي. يتحور في مثل هذه الحالات الجين NLRP3، وهذا يعيق تنشيط الجسيم الالتهابي ويسبب فرط إنتاج الإنترلوكين 1 بيتا. يعرف ذلك بتأثير اكتساب الوظيفة.

### فيروس العوز المناعي البشري والإيدز
وفقًا لدراسات حديثة، يؤدي الموت الخلوي الحمي المتواسط بالكاسباز 1 إلى استنفاد الخلايا التائية الحاملة لكتلة التمايز 4 والالتهاب الناجم عن فيروس عوز المناعة البشري، وهما حدثان مميزان لتطور مرض عوز المناعة البشري إلى متلازمة نقص المناعة المكتسبة. يساهم الموت الخلوي الحمي في زيادة قدرة المضيف على إيقاف العدوى وإزالتها بسرعة عبر القضاء على البيئة الملائمة للتكاثر داخل الخلوي وتعزيز استجابته الدفاعية، وذلك من خلال إطلاق السيتوكينات الالتهابية وإشارات الخطر داخلية المنشأ في الالتهابات الإنتانية، كتلك التي يسببها فيروس عوز المناعة البشري- 1. ومع ذلك، لا تستطيع هذه الاستجابة المفيدة القضاء تمامًا على المحفز الأساسي. في الواقع، يبدو أن ذلك يخلق حلقة مرضية مفرغة؛ إذ تطلق الخلايا التائية المحتضرة الحاملة لكتلة التمايز 4 إشارات التهابية تجذب المزيد من الخلايا إلى الأنسجة اللمفاوية المصابة حيث تموت وتسبب التهاب مزمن وأذية نسيجية. قد يكون كسر هذه الحلقة المفرغة ممكنًا باستخدام مثبطات كاسباز 1 الآمنة والفعالة. قد تشكل هذه المركبات علاجات جديد ومشوقة للوقاية من تطور الإيدز لدى الأشخاص المصابين بالفيروس، فهي تستهدف المضيف عوضًا عن الفيروس. تجدر الإشارة إلى أن الفئران المفتقرة للكاسباز 1 تتطور بشكل طبيعي، وهذا يشير إلى أن تثبيطه قد يسبب تأثيرات علاجية مفيدة وغير ضارة لدى المصابين بفيروس عوز المناعة البشري. في الآونة الأخيرة، يمثل الموت الخلوي الحمي والسبل التالية له أهداف واعدة لعلاج الحالات الشديدة المرتبطة بكوفيد 19.